# 矢野鉉吉
矢野 鉉吉（やの げんきち、1867年2月3日（慶應3年1月10日） - 1955年（昭和30年）4月14日）は、日本の政治家。衆議院議員（2期）。

## 経歴
群馬県出身。1893年、群馬県立中学校(現・群馬県立前橋高等学校)卒。アメリカに留学し、帰国後は東京機器標本(株)取締役、多摩川水力電気(株)監査役となる。また、下谷区議、同議長、東京府議、同議長、東京市会議員を務めた。
1920年の第14回衆議院議員総選挙において東京8区から立憲政友会公認で立候補したが落選。1924年の第15回衆議院議員総選挙で当選。1928年の第16回衆議院議員総選挙では東京2区から立候補して当選した。衆議院議員を2期務めた。1930年の第17回衆議院議員総選挙には出馬しなかった。1955年死去。